# ۲۹ جمادی‌الاول
۲۹ جمادی‌الاول، بیست و نهمین روز از ماه جمادی‌الاول در تقویم هجری قمری است.
در تقویم هجری قمری قراردادی این روز صد و چهل و هفتمین روز سال است.

## درگذشتگان
- ۲۹ جمادی‌الاول ۱۹۳ قمری / ۴ فروردین ۱۸۸ شمسی  / ۲۴ مارس ۸۰۹ میلادی : درگذشت هارون الرشید ، خلیفه عباسی در توس.